# Liste der Bodendenkmale in Lindwedel
In der Liste der Bodendenkmale in Lindwedel sind alle Bodendenkmale der niedersächsischen Gemeinde Lindwedel aufgelistet. Die Quelle ist der Denkmalatlas Niedersachsen. 
Der Stand der Liste ist der 19. November 2024.
Allgemein

Lindwedel im Heidekreis

In den Spalten finden sich folgende Informationen des Bodendenkmales:
Lagegeographische Koordinaten
BezeichnungBezeichnung lt. Denkmalatlas
BeschreibungBeschreibung lt. Denkmalatlas
IDObjekt-ID
BildBild, ggf. zusätzlich mit Link zu weiteren Fotos im Medienarchiv Wikimedia Commons.

## Hope

### Hope 1
- ID:34822270
- Gruppe von ehemals acht Grabhügeln, davon einer zerstört.

| Lage                        | Bezeichnung | Beschreibung | ID       | Bild |
| --------------------------- | ----------- | --- | -------- | ---- |
| 52° 37′ 22″ N, 9° 39′ 44″ O | Hope 1      | Durchmesser ca. 31 m und Höhe ca. 1 m, Rand schwach abgesetzt.                                                                   | 34822290 | BW   |
| 52° 37′ 21″ N, 9° 39′ 46″ O | Hope 3      | Durchmesser ca. 13 m und Höhe ca. 0,7 m, breiter Graben von Westnordwest nach Ostsüdost. Aushub wallartig daneben aufgeschüttet. | 34822292 | BW   |
| 52° 37′ 20″ N, 9° 39′ 47″ O | Hope 4      | Durchmesser ca. 10 m und Höhe ca. 1 m.                                                                                           | 34822391 | BW   |
| 52° 37′ 21″ N, 9° 39′ 49″ O | Hope 5      | Durchmesser ca. 23 m und Höhe ca. 0,9 m, mit einer alten Eingrabung.                                                             | 34822392 | BW   |
| 52° 37′ 20″ N, 9° 39′ 50″ O | Hope 6      | Durchmesser ca. 16 m und Höhe ca. 0,9 m, mit zentraler Eingrabung.                                                               | 34822393 | BW   |
| 52° 37′ 22″ N, 9° 39′ 51″ O | Hope 7      | Durchmesser ca. 11 m und Höhe ca. 0,4 m, mit zentraler Eingrabung.                                                               | 34822493 | BW   |
| 52° 37′ 27″ N, 9° 39′ 48″ O | Hope 8      | Durchmesser ca. 9 m und Höhe ca. 0,5 m. Nördliches Drittel obertägig abgetragen.                                                 | 34822494 | BW   |

### Hope 9
- ID:34822495
- Gruppe von ehemals 15 Grabhügeln, davon vier zerstört.

| Lage                        | Bezeichnung | Beschreibung | ID       | Bild |
| --------------------------- | ----------- | --- | -------- | ---- |
| 52° 37′ 46″ N, 9° 39′ 40″ O | Hope 9      | Durchmesser ca. 11 m und Höhe ca. 0,2 m, ungestört. Tiefe Pflanzfurchen in Nord-Süd Richtung.                                    | 34822513 | BW   |
| 52° 37′ 47″ N, 9° 39′ 39″ O | Hope 10     | Durchmesser ca. 15 m und Höhe ca. 0,5 m, mit zentralem Kopfstich und abgesetztem Rand. Tiefe Pflanzfurchen in Nord-Süd Richtung. | 34822514 | BW   |
| 52° 37′ 48″ N, 9° 39′ 39″ O | Hope 11     | Durchmesser ca. 13 m und Höhe ca. 0,3 m, Pflanzfurchen in Nord-Süd Richtung.                                                     | 34822515 | BW   |
| 52° 37′ 48″ N, 9° 39′ 38″ O | Hope 12     | Durchmesser ca. 12 m und Höhe ca. 0,4 m, mit flachen Mulden.                                                                     | 34822625 | BW   |
| 52° 37′ 48″ N, 9° 39′ 36″ O | Hope 13     | Durchmesser ca. 15 m und Höhe ca. 0,5 m, ungestört.                                                                              | 34822626 | BW   |
| 52° 37′ 51″ N, 9° 39′ 37″ O | Hope 15     | Durchmesser ca. 16 m und Höhe ca. 0,7 m, mit zentralem Kopfstich.                                                                | 34822667 | BW   |
| 52° 37′ 52″ N, 9° 39′ 35″ O | Hope 16     | Durchmesser ca. 13 m und Höhe ca. 0,6 m, ungestört.                                                                              | 34822668 | BW   |
| 52° 37′ 51″ N, 9° 39′ 33″ O | Hope 17     | Durchmesser ca. 13 m und Höhe ca. 0,6 m, ungestört, flach auslaufend.                                                            | 34822669 | BW   |
| 52° 37′ 52″ N, 9° 39′ 32″ O | Hope 18     | | 34822800 | BW   |
| 52° 37′ 54″ N, 9° 39′ 34″ O | Hope 22     | Durchmesser ca. 15 m und Höhe ca. 0,8 m, ungestört.                                                                              | 34822904 | BW   |
| 52° 37′ 53″ N, 9° 39′ 36″ O | Hope 23     | Durchmesser ca. 13 m und Höhe ca. 0,6 m, ungestört, flach auslaufend.                                                            | 34822905 | BW   |

## Lindwedel
| Lage                       | Bezeichnung            | Beschreibung | ID       | Bild |
| -------------------------- | ---------------------- | --- | -------- | ---- |
| 52° 37′ 5″ N, 9° 42′ 13″ O | Lindwedel 2, Grabhügel | Durchmesser ca. 18 m und Höhe ca. 0,5 m. Am Westrand eine alte, ca. 1 × 1 m große Erdentnahmestelle. | 34821834 | BW   |
| 52° 37′ 13″ N, 9° 42′ 2″ O | Lindwedel 4, Grabhügel | Einhegung mit Wall und Außengraben in Form eines abgerundeten Fünfecks. Die umschlossene Fläche umfasst ca. 60 × 60 m. Höhe des Walles ca. 0,7 m, Breite ca 3 m. Graben ca 0,5 m tief und ca. 2 m breit. | 34821836 | BW   |
| 52° 37′ 15″ N, 9° 42′ 2″ O | Lindwedel 4, Grabhügel | | 36983643 | BW   |

### Lindwedel 5
- ID:34821895
- Gruppe von 13 erhaltenen Grabhügeln, davon einer zerstört

| Lage                       | Bezeichnung  | Beschreibung | ID       | Bild |
| -------------------------- | ------------ | --- | -------- | ---- |
| 52° 37′ 1″ N, 9° 41′ 42″ O | Lindwedel 5  | Langhügel 19 m × 26 m (in Nord-Süd Richtung) und Höhe ca. 1,2 m. Rand schwach abgesetzt.                                                      | 34821896 | BW   |
| 52° 37′ 3″ N, 9° 41′ 42″ O | Lindwedel 6  | Durchmesser ca. 18 m und Höhe ca. 1,2 m, ungestört                                                                                            | 34821897 | BW   |
| 52° 37′ 3″ N, 9° 41′ 40″ O | Lindwedel 7  | Durchmesser ca. 15 m und Höhe ca. 1 m, ungestört mit zugeschütteter Eingrabung.                                                               | 34821975 | BW   |
| 52° 37′ 4″ N, 9° 41′ 39″ O | Lindwedel 8  | Durchmesser ca. 15 m und Höhe ca. 0,7 m, ungestört.                                                                                           | 34821976 | BW   |
| 52° 37′ 5″ N, 9° 41′ 40″ O | Lindwedel 9  | Durchmesser ca. 13 m und Höhe ca. 0,7 m, mit flachen Mulden.                                                                                  | 34821977 | BW   |
| 52° 37′ 6″ N, 9° 41′ 40″ O | Lindwedel 10 | Durchmesser ca. 15 m und Höhe ca. 0,6 m, ungestört.                                                                                           | 34822053 | BW   |
| 52° 37′ 6″ N, 9° 41′ 39″ O | Lindwedel 11 | Durchmesser ca. 18 m und Höhe ca. 1 m, ungestört mit einer tiefen Eingrabung am südlichen Rand.                                               | 34822054 | BW   |
| 52° 37′ 6″ N, 9° 41′ 38″ O | Lindwedel 12 | Durchmesser ca. 10 m und Höhe ca. 0,5 m, ungestört.                                                                                           | 34822055 | BW   |
| 52° 37′ 6″ N, 9° 41′ 36″ O | Lindwedel 13 | Länglich-oval mit einer Störung durch Straße im Nordteil, Rand im Osten und Westen schwach abgesetzt, Fläche 15 × 22 m und Höhe ca. 1,1 m.    | 34822183 | BW   |
| 52° 37′ 9″ N, 9° 41′ 33″ O | Lindwedel 17 | Leicht oval mit abgesetztem Rand, Fläche 20 × 25 m und Höhe ca. 0,9 m.                                                                        | 34822203 | BW   |
| 52° 37′ 7″ N, 9° 41′ 33″ O | Lindwedel 18 | Durchmesser ca. 19 m und Höhe ca. 1,1 m, Westhälfte bei Anlage eines Wirtschaftsweges zerstört, Osthälfte bei Anlage einer Garage beschädigt. | 34822204 | BW   |
| 52° 37′ 4″ N, 9° 41′ 36″ O | Lindwedel 19 | Durchmesser ca. 18 m und Höhe ca. 1,1 m, mit abgesetztem Rand, Westteil zerstört.                                                             | 34822268 | BW   |